# Абсолют (банк)
Абсолют Банк — российский коммерческий банк. Полное наименование — Акционерный коммерческий банк «Абсолют Банк» (публичное акционерное общество), сокращённое наименование - АКБ «Абсолют Банк» (ПАО). Головной офис находится в Москве.

## История
Основан в 1993 году группой «Абсолют». В 1995 году банк получил внутреннюю лицензию ЦБ РФ на совершение операций в иностранной валюте, а в 1997 году — лицензии на привлечение во вклады денежных средств физических лиц, профессионального участника рынка ценных бумаг, на осуществление банковских операций со средствами в рублях и иностранной валюте.
В 2005 году банк стал вторым в России финансовым институтом, в состав акционеров которого вошла Международная Финансовая Корпорация (IFC).
В 2007 году акционеры банка продали 92,5 % его акций одной из крупнейших финансовых групп Европы KBC Group. Сумма сделки составила около $1 млрд, что стало рекордом для российского банковского рынка.
В 2009 году группа KBC, столкнувшись с последствиями финансового кризиса, решила избавиться от «Абсолют банка». Покупатель был выбран только в ноябре 2012 года, им стали, по данным газеты «Ведомости», компании, управляющие резервами пенсионного фонда ОАО «Российские железные дороги» «Благосостояние». Сумма сделки составила $1 млрд.
В декабре 2016 года под контроль «Абсолют банка»  перешёл «Балтинвестбанк». 18 ноября 2016 в «Балтинвестбанке» начала работу комиссия ЦБ и АСВ, а 23 декабря санатором был выбран «Абсолют банк», который получил от ЦБ кредитов на сумму около 32 млрд руб. на 10 лет.
С начала 2020 года в банке началось постепенное импортозамещение иностранного программного обеспечения. Оно стартовало с подразделения кибербезопасности, замещающего средства защиты информации иностранного производства на российские. Что является долгосрочной стратегией защиты денежных средств клиентов банка.
В апреле 2021 года банк сменил фирменный стиль.
10 февраля 2023 года Аслан Шогенов, с 2020 года работавший заместителем председателя правления банка, занял пост председателя правления, сменив на этом посту Татьяну Ушкову.
2 ноября 2023 года Банк попал в санкционный список Министерства финансов США.

## Собственники и руководство
В схеме владения банком участвуют несколько компаний в пользу НПФ «Благосостояние».

## Деятельность
Клиентами банка являются более 30 тысяч юридических лиц и сотни тысяч физических лиц по всей России.

### Рейтинги
- Рейтинговая оценка рейтингового агентства «Эксперт РА» впервые была присвоена в 2013 году - A++ с прогнозом "Развивающийся"[18]. До 2017 года рейтинговая оценка активно менялась[19][20][21][22][23][24], в 2017 году Эксперт РА пересмотрел рейтинг кредитоспособности Абсолют Банка в связи с изменением методологии и присвоил рейтинг на уровне ruВВВ- (соответствует рейтингу А(I) по ранее применявшейся методологии), по рейтингу установлен стабильный прогноз[25]. На этом уровне кредитный рейтинг оставался с 2017 го 2020 год[26]. В 2021 году рейтинг повышен до ruBBB с прогнозом "Стабильный", в 2023 повышен до ruA- с прогнозом "Стабильный", в 2024 году оценка подтверждена.
- Рейтинговое агентство НКР присвоило АКБ «Абсолют Банк» кредитный рейтинг A-.ru со стабильным прогнозом в 2023 году[27], в 2024 году кредитный рейтинг подтвержден[28].

### Региональная сеть
На середину 2022 года банк представлен в 30 городах России, центральное отделение в Москве.

## Санкции
В ноябре 2023 года, из-за вторжения России на Украину, банк попал под блокирующие санкции Минфина США — Управление по контролю за иностранными активами (OFAC), которое отвечает за правоприменение в области санкций, внесло банк в SDN list за «деятельность в секторе финансовых услуг в экономике России». Банку и любым структурам, в которых он владеет более чем 50%, будет запрещено иметь дело с американским физлицами и компаниями.